# فرودگاه دامینس هال
فرودگاه دامینس هال (به انگلیسی: Damyns Hall Aerodrome) یک فرودگاه خصوصی است که یک باند فرود چمن دارد و طول باند آن ۵۹۹ متر است. این فرودگاه در کشور انگلستان قرار دارد و در ارتفاع ۱۷ متری از سطح دریا واقع شده‌است.